# Войкувка, Либор
Либор Войкувка (1947—2018) — крупный чешский художник. Также был известен как энтомолог (открыл несколько видов жуков), фотограф и путешественник по странам Азии. Скончался от неоперабельной опухоли головного мозга в возрасте 71 года. Имел сына и дочь. Жизнь художника была прочно связана с моравским местечком Штернберк (Оломоуцкий край).